# خلنج يوهانسون
خلنج يوهانسون (بالسويدية: Erica Johansson)‏ هي منافسة ألعاب القوى سويدية، ولدت في 5 فبراير 1974 في Mölndal ‏ في السويد.

## وصلات خارجية
- خلنج يوهانسون على موقع الاتحاد الدولي لألعاب القوى (الإنجليزية)
- خلنج يوهانسون على موقع أوليمبيديا (الإنجليزية)
- خلنج يوهانسون على موقع اللجنة الأولمبية السويدية (السويدية)